# Anisometropie
Unterscheiden sich das rechte und das linke Auge in ihrer Brechkraft (Ametropie), so spricht man von einer Anisometropie. Zum Beispiel kann ein Auge kurzsichtig und das andere weitsichtig sein. Es kommt auch vor, dass ein Auge nur sehr gering weitsichtig ist, während das andere eine sehr starke Weitsichtigkeit besitzt. Für Kurzsichtigkeit und Stabsichtigkeit kann dies ebenso gelten. Das Ausmaß dieses Seitenunterschieds wird in der Einheit Dioptrie angegeben. Kleine Anisometropiewerte sind die Regel, eine Anisometropie von mehr als 2 Dioptrien findet sich bei etwa 3 % aller Menschen.

## Ursachen
Unterschieden wird zwischen der Brechwertanisometropie und der Längenanisometropie. Brechwertdifferenzen der Hornhaut und der Augenlinse sind die Ursache für die Brechwertanisometropie und somit auch der Fehlsichtigkeit. Die Längenanisometropie wiederum entsteht durch unterschiedliche Baulängen der beiden Augäpfel (Myopie und Hyperopie).

## Korrektur und Therapie
Bei der Korrektur einer Anisometropie mittels Brillengläsern entstehen – stärker als bei der Verwendung von Kontaktlinsen – Netzhautabbildungen von unterschiedlicher Größe (Aniseikonie). Ab einer Brechwertdifferenz von drei Dioptrien können dadurch teils massive Störungen des Binokularsehens auftreten. Die Brillenkorrekturen, die durch die stark voneinander abweichenden Brechwerte der Augen notwendig werden können, führen zudem zu einem kosmetisch auffallenden Aussehen der Augenpartien und wegen des unterschiedlichen Gewichts zu einer einseitigen Druckbelastung. Darüber hinaus können prismatische Nebenwirkungen auftreten, die in Abhängigkeit vom aktuellen Durchblickspunkt der Brille zu einer Heterophorie unterschiedlichen Ausmaßes führen (Anisophorie).
Ab einem bestimmten Ausmaß einer Anisometropie bieten sich Brillengläser deshalb nicht mehr als geeignete Korrekturen an, sondern sollten z. B. durch Kontaktlinsen oder einen refraktiven Eingriff ersetzt werden, so dies die organische, anatomische und funktionelle Situation zulässt.

## Refraktionsamblyopie
Im Kindesalter, also zu einer Zeit, in der  sich das Sehen noch entwickelt, können Anisometropien ab einem bestimmten Ausmaß zu einer funktionalen Schwachsichtigkeit, einer so genannten Refraktionsamblyopie (Synonym: amblyopia ex anisometropia) auf dem höher fehlsichtigen Auge führen. Eine korrekte Behandlung erfordert in diesen Fällen eine geeignete Brillenkorrektur, die in aller Regel durch eine konsequente Okklusionsbehandlung unterstützt werden muss. Sie kann unter Umständen auch ein Schielen auslösen.
Refraktionsamblyopien sind ab Eintritt in die Pubertät in aller Regel nicht mehr erfolgreich zu therapieren. Der Grund hierfür ist eine qualitativ unzureichende neuronale Stimulation des Auges in den ersten Lebensjahren, die zu bleibenden Schäden führen kann. In Einzelfällen sind Ausnahmen von dieser Regel bekannt. Neuere Studien haben ergeben, dass Refraktionsamblyopien noch im Erwachsenenalter gebessert werden können. Vor allem zeigt sich auch das erwachsene neuronale System als anpassungsfähig („plastisch“), wenn auch in vergleichsweise geringerem Ausmaß und nur für bestimmte Qualitäten.

## Monovision
Eine bestimmte Form der angeborenen oder durch eine Brillenglas- bzw. Kontaktlinsenkorrektur oder Operation (z. B. Grauer-Star-Operation) herbeigeführten Anisometropie ermöglicht dem einen Auge, Gegenstände in der Nähe, und dem anderen, solche in der Ferne jeweils ohne Brille scharf sehen zu können. Dieses Phänomen ist unabhängig von Akkommodation und somit bis ins hohe Alter gegeben und wird auch als Monovision bezeichnet. Durch diesen Zustand ist oft kein vollständiges stereoskopisches Sehen möglich und wird somit u. U. als unerwünscht angesehen.
Die angeborene Form dieser Anisometropie lag z. B. auch bei Johann Wolfgang von Goethe (und auch Konrad Adenauer) vor und wird deshalb auch als Goetheblick bezeichnet.